# Cecidochares ianthina
Cecidochares ianthina är en tvåvingeart som beskrevs av Aczel 1953. Cecidochares ianthina ingår i släktet Cecidochares och familjen borrflugor. Inga underarter finns listade.